# BFC Germania 1888
Der BFC Germania 1888 (offiziell Berliner Fussball-Club Germania 1888) ist ein deutscher Fußballverein aus dem Berliner Stadtteil Tempelhof. Er wurde im Jahre 1888 gegründet und ist damit der älteste noch bestehende Fußballverein Deutschlands.
Zu den größten Erfolgen des Vereins gehört die 1891 errungene Meisterschaft im damals einzigen deutschen Fußballverband Bund Deutscher Fußballspieler.

## Geschichte

### 1888–1892: Gründung und erste Meisterschaft

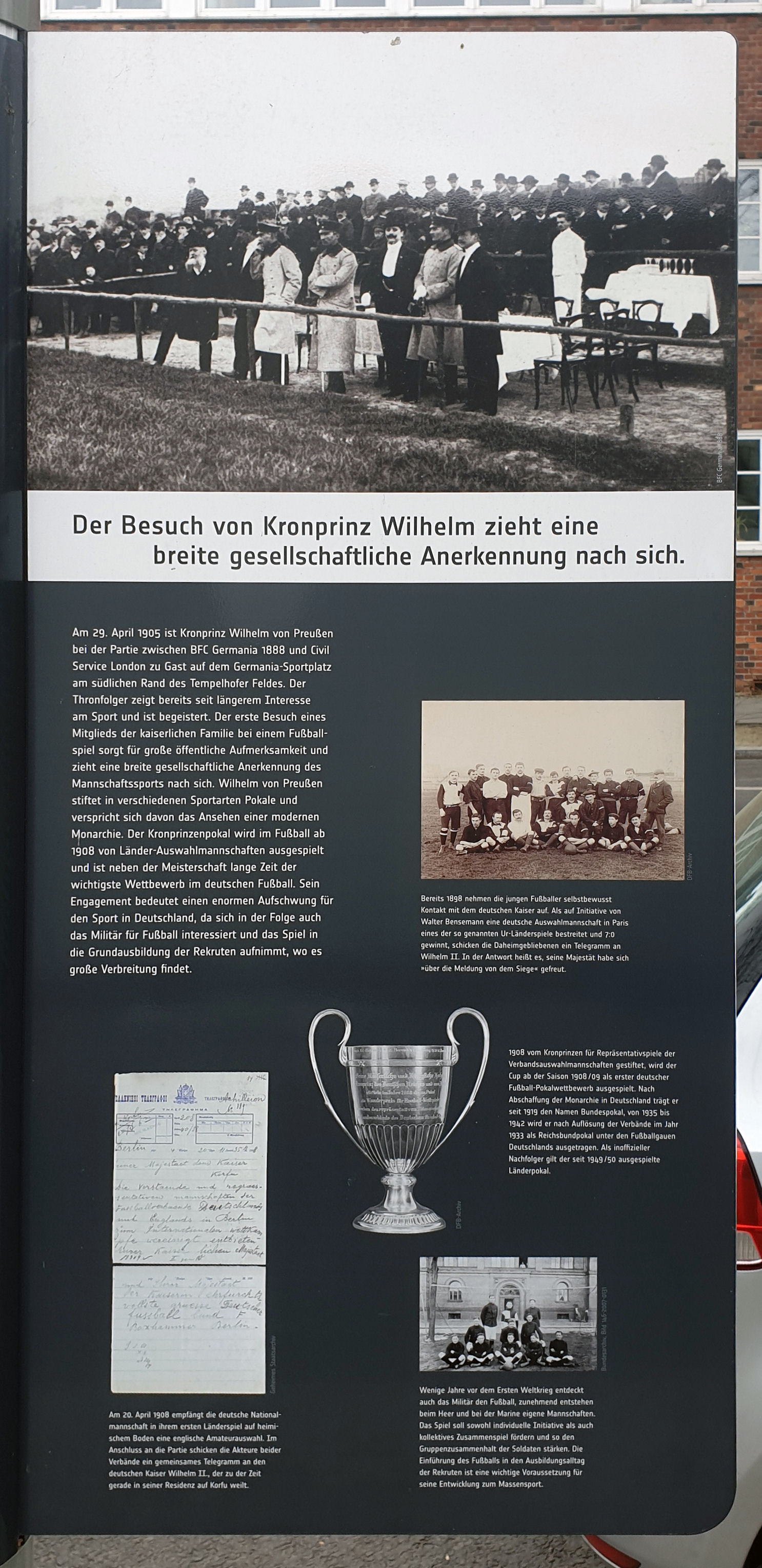
Gedenktafel, Ringbahnstraße 96, in Berlin-Tempelhof

Germania wurde am 15. April 1888 vom damals 17-jährigen Paul Jestram zusammen mit seinen Brüdern Max, Fritz und Walter Jestram sowie ein paar Schulfreunden gegründet. Zu dieser Zeit war Fußball in Deutschland noch wenig verbreitet oder beliebt. Die ersten Fußballspiele in Berlin wurden im Winter 1881/82 durch anwesende Briten ausgetragen. Da es noch keine eigenen Sportplätze gab, nutzte der BFC zunächst das Tempelhofer Feld, auf welchem später der Flughafen Tempelhof gebaut wurde.
Kurz nach der Gründung des Vereins traten die Spieler dem ersten Fußballverband Deutschlands – dem Bund Deutscher Fußballspieler (BDF) – bei und gewannen 1891 dessen erste Meisterschaft, die im Pokalmodus ausgetragen wurde. Das Teilnehmerfeld war zwar nur auf Berliner Mannschaften beschränkt, da aber der BDF zu dieser Zeit der einzige deutsche Fußballverband war, kann die Meisterschaft als erste (inoffizielle) deutsche Meisterschaft angesehen werden. Laut Aussage des Vereins soll dieser noch eine zweite Meisterschaft des BDF gewonnen haben. Laut Spiel und Sport – der einzigen deutschen Sportzeitung in der ersten Hälfte der 1890er Jahre – fand der Wettbewerb jedoch kein zweites Mal statt: „Die nur einmal ausgefochtene Bundesmeisterschaft errang der BFC Germania.“ Möglicherweise handelt es sich hierbei um das Entscheidungsspiel zwischen dem Meister des BDF und dem Meister des DFuCB der Saison 1891/92, welches Germania mit 3:1 gegen den English FC gewann.

### 1892–1897: Verbandswechsel und Konkurrenz zu Viktoria 89
Da es schon bei der Gründungsversammlung des BDF zu einem Streit über die Frage kam, ob auch ausländische Spieler (vor allem Briten) in Meisterschaftsspielen eingesetzt werden konnten und Funktionen in einem Verein übernehmen durften, wogegen vor allem der BFC Germania im neuen nationalen Zeitgeist der gerade angebrochenen Wilhelminischen Epoche vehement opponierte, weigerten sich darauf etliche anwesende Clubs, dem BDF beizutreten. Viele der „Aufständischen“ gründeten wenig später den Deutschen Fußball- und Cricket Bund (DFuCB) als Konkurrenz zum BDF.
Der BDF konnte sich in der Folgezeit nur noch schwer behaupten und wurde schließlich im Februar/März 1892 aufgelöst. Einige Mitgliedsvereine traten dem DFuCB bei, andere lösten sich auf oder gehörten (für einige Zeit) keinem Verband an. Auch der BFC beantragte die Aufnahme in den DFuCB, diese wurde aber auf Grund der starren Haltung der Germanen bei der Gründung des BDF abgelehnt und erst 1892 akzeptiert. Der BFC blieb auch im DFuCB konkurrenzfähig und wurde viermal Vizemeister hinter dem damals größten Konkurrenten BTuFC Viktoria 1889, welcher den Verband dominierte und fünf Meisterschaften in Folge gewann.
Im Jahr 1897 endete die erfolgreiche Zeit des BFC jedoch abrupt. Wie viele andere Mitgliedsvereine des DFuCB mochten auch die Germanen in den neu gegründeten Verband Deutscher Ballspielvereine (VDB, später Verband Berliner Ballspielvereine) wechseln. Dies war jedoch zunächst nicht möglich, da viele Vereinsmitglieder auch Mitglieder beim BTuFC Britannia 1892 waren und diese „Doppelmitgliedschaft“ vom VDB nicht akzeptiert wurde. So waren die Germanen für zwei Jahre vom Spielbetrieb ausgeschlossen.

### 1897–1918: Absturz in die Zweitklassigkeit

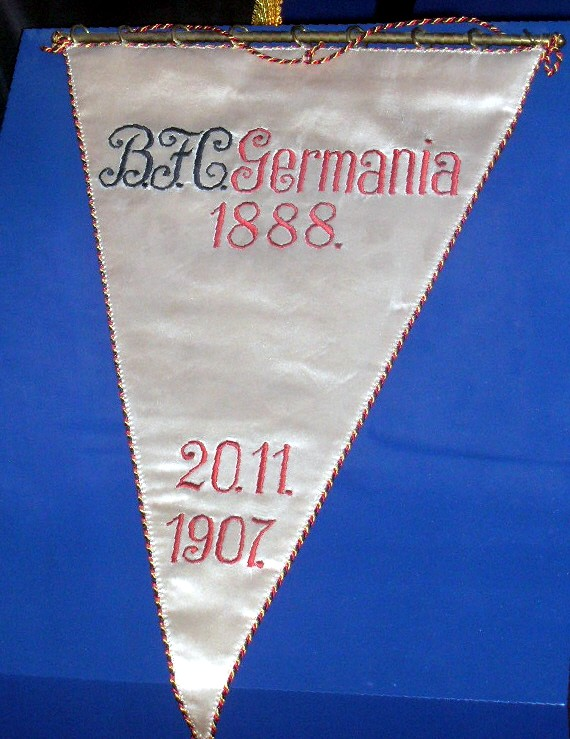
Wimpel des BFC aus einem Freundschaftsspiel von 1907 gegen den SC Germania von 1887

1899 konnte der BFC endlich am Spielgeschehen im VDB teilnehmen. Jedoch hatten sich die Kräfteverhältnisse deutlich zu Ungunsten der Mannschaft verschoben. Der Verein konnte sich nicht in der Spitzengruppe halten und rutschte immer weiter ans Tabellenende ab. Im Jahr 1904 stand dann endgültig der Abstieg in die zweite Klasse fest. Zwar gelang postwendend der Wiederaufstieg, doch schon 1909 stieg man wieder ab und danach konnte sich der BFC nur noch zweimal (1911/12 und 1917/18) für die oberste Berliner Spielklasse qualifizieren, wobei aber jeweils der vorletzte Platz belegt wurde, was den Abstieg bedeutete.

### Rolle in der „Gründerzeit“ des deutschen Fußballs
Einige Mitglieder Germanias prägten auch außerhalb des Vereins den Fußball in Deutschland nachhaltig. So waren die beiden Germanen-Spieler Georg Demmler und Fritz Boxhammer an der Gründung des Berliner Fußball-Verbands und des Deutschen Fußball-Bunds (DFB) aktiv beteiligt. Beim ersten offiziellen Länderspiel des DFB 1908 stand mit Torwart Fritz Baumgarten ein Germania-Spieler in der Auswahl. Beim dritten offiziellen Länderspiel war der Germane Hans Schmidt aktiv. Bereits in den Jahren zuvor waren Germania-Spieler Paul Eichelmann und Zierold an den sogenannten Ur-Länderspielen beteiligt.
Auch auf den Berliner Verein Hertha BSC hatte der BFC insofern Einfluss, als dass bei dessen Namensgebung 1892 Hertha zunächst nur zweite Wahl hinter Germania war. Da dieser Name jedoch schon vergeben war, entschieden sich die Gründer dann doch für Hertha.

### 1918-heute
Nach 1918 konnte Germania nie wieder an den Ruhm der Jahrhundertwende anknüpfen. Stattdessen stürzte der Verein in die unterklassigen Berliner Ligen ab. Zur Zeit des Dritten Reiches ließ der BFC Germania lediglich politisch aufhorchen: In einer Jubiläumsschrift rühmte man sich, als erster deutscher Verein nach der Machtergreifung jüdische Mitglieder ausgeschlossen zu haben und Personen jüdischen Glaubens die Aufnahme zu verweigern.
Nach dem Zweiten Weltkrieg und der Auflösung aller Sportvereine wurde die Tradition des Vereins zunächst in der SG Neu-Tempelhof fortgesetzt. Nur einmal noch gelang es dem Verein, der seit 1949 wieder seinen alten Namen trug, die sportliche Bedeutungslosigkeit zu verlassen und in einer höheren Spielklasse anzutreten: Am Ende der Saison 1952/53 stand der BFC Germania als Aufsteiger in die Berliner Amateurliga (damals die zweithöchste Liga in Berlin unter der Berliner Stadtliga) fest. Der kurzzeitige Höhenflug endete aber bereits nach nur einem Jahr; als Tabellenletzter stieg die Mannschaft nach der Spielzeit 1953/54 direkt wieder ab.
In der jüngeren Vergangenheit entwickelte der Verein sich zu einer sprichwörtlichen Fahrstuhlmannschaft: Zwischen den Saisons 2000/01 und 2002/03 gelang der Durchmarsch von der Berliner Bezirksliga (7. Liga) in die Berliner Verbandsliga (5. Liga). Dort konnte sich der BFC drei Jahre halten. Nach Platz 4 in der Spielzeit 2004/05 stiegen die Germanen in der Spielzeit 2005/06 als Tabellenletzter wieder in die Landesliga ab. In den Folgesaisons setzte sich die Negativserie weiter fort und so belegte Germania 2007 in der Landes- und 2008 in der Bezirksliga abgeschlagen den letzten Rang, was jeweils den Abstieg bedeutet. Zur Saison 2008/09 startete der Verein in der (durch die Einführung der 3. Liga nur noch neuntklassigen) Kreisliga A. Nach dem vorletzten Platz und dem daraus folgenden Abstieg befindet sich Germania nun in der Kreisliga B.
Seit 2013 sind sie Mitglieder der renommierten Club of Pioneers. In der ewigen Tabelle der Berlin-Liga belegt Germania den 53. Platz.

## Spielstätten
Der BFC Germania spielte anfänglich wie mehrere andere Berliner Fußballklubs auch auf dem Tempelhofer Feld. Nachdem sich die dortigen Fußballfelder zu Beginn des 20. Jahrhunderts als nicht mehr zeitgemäß erwiesen hatten, hielten die führenden Berliner Fußballvereine Ausschau nach geeigneten Orten für die Anlage von Fußballplätzen. Germania pachtete 1904 vom preußischen Militärfiskus eine Freifläche auf dem Kasernengelände des Garde-Train-Bataillons in Tempelhof zwischen der Ringbahnstraße und der Berliner Ringbahn. Dort wurde ein Fußballplatz angelegt, auf dem der Klub seitdem seine Heimspiele austrug. Auf den Bau einer Tribüne wurde verzichtet.

Lage des Germania-Platzes auf dem Kasernengelände an der Ringbahnstraße

Neben den normalen Ligaspielen von Germania wurden auf dem neuen Germania-Platz auch einige fußballhistorisch bedeutende Spiele ausgetragen. Am 18. Dezember 1904 besiegte eine Berliner Verbandsauswahl die Elf von Mitteldeutschland mit 6:3. Am 29. April 1905 besiegte Germania eine Mannschaft des Civil Service aus London in einem internationalen Freundschaftsspiel vor mehr als 1000 Zuschauern mit 3:2. Dieses Spiel wurde auch vom preußischen Kronprinzen Wilhelm besucht. Zu Ostern 1906 unterlag Germania in einem internationalen Freundschaftsspiel den Corinthians aus England vor 1.500 Zuschauern mit 0:11.
Im Rahmen der Endrunde um die deutsche Fußballmeisterschaft diente der Sportplatz bei mehreren Begegnungen als Spielstätte: Am 30. April 1905 besiegte Eintracht Braunschweig in der Vorrunde Viktoria 96 Magdeburg mit 2:1 nach Verlängerung. Im Viertelfinale am 28. Mai desselben Jahres besiegte der Dresdner SC die Elf des SC Victoria Hamburg mit 5:3. Am 7. Juni 1908 fand auf dem Germania-Platz vor 4000 Zuschauern das Endspiel der deutschen Meisterschaft statt. Viktoria 89 schlug die Stuttgarter Kickers mit 3:1. Am 17. April 1910 schlug Tasmania Rixdorf im Viertelfinale den VfR 1897 Breslau mit 2:1.
1915 beendete der Militärfiskus das Pachtverhältnis, so dass der Sportplatz aufgegeben werden musste. Heute ist das Gelände des ehemaligen Germania-Sportplatzes mit der Zentrale der Berliner Stadtreinigungsbetriebe überbaut. In den folgenden Jahrzehnten spielte Germania unter anderem auf dem Sportplatz Halker Zeile in Lichtenrade und im Friedrich-Ebert-Stadion in Tempelhof. Seit 1988 ist der Sportplatz an der Götzstraße in Tempelhof die Heimstätte des Vereins. Seit Mai 2019 heißt der Platz zu Ehren des Vereinsgründers Paul-Jestram-Sportanlage.

## Erfolge
- Berliner Meister im VDB: 1891
- Berliner Vizemeister im DFuCB: 1893, 1894, 1896, 1897

## Ältester Fußballverein Deutschlands
Der BFC Germania bezeichnet sich selbst als ältesten deutschen Fußballverein. Er war allerdings nicht der erste Fußballverein, der in Deutschland gegründet wurde. Es existierten vorher bereits Klubs wie z. B. der Berliner Fußball-Club Frankfurt (1885), der sich in den frühen Jahren des 20. Jahrhunderts auflöste. Der Hamburger SV gibt 1887 als sein Gründungsdatum an, das Jahr in dem der Vorgängerverein SC Germania Hamburg gegründet wurde. Fußball wurde dort allerdings erst ab 1891 gespielt. Der älteste Vorgänger der Fußballabteilung des HSV ist der Hamburger FC von 1888. Dieser wurde am 1. Juni 1888 gegründet, also knapp sechs Wochen nach dem BFC Germania.
Andere heute noch aktive Sportvereine tragen oftmals ein früheres Gründungsjahr im Vereinsnamen. Diese waren damals jedoch Turnvereine und bildeten erst nach 1888 ihre Fußballabteilungen, wie z. B. der TSV 1860 München, VfL Bochum 1848, SSV Ulm 1846 oder die Hamburger Turnerschaft von 1816.